# Bryobia vandaelei
Bryobia vandaelei är en spindeldjursart som beskrevs av Vacante 1983. Bryobia vandaelei ingår i släktet Bryobia och familjen Tetranychidae. Inga underarter finns listade.